# Joan Benoitová
Joan Benoitová provdaná Joan Samuelsonová (* 16. května 1957 Cape Elizabeth, Maine) je bývalá americká atletka, běžkyně, jejíž specializací byly především dlouhé tratě.
18. dubna 1983 zaběhla v Bostonu maraton v čase 2.22:43, čímž vytvořila nový světový rekord. Vítězkou bostonského maratonu se stala také v roce 1979. V témže roce získala na Panamerických hrách ve venezuelském Caracasu zlatou medaili v běhu na 3000 metrů.
V roce 1984 se stala historicky první vítězkou maratonu na Letních olympijských hrách. V dějišti her, v Los Angeles zaběhla trať v čase 2:24:52. Na druhém místě skončila Norka Grete Waitzová (2.26:18) a bronz vybojovala Portugalka Rosa Motaová (2.26:57). Její výkon byl olympijským rekordem až do letních her v australském Sydney v roce 2000, kde se stala vítězkou Japonka Naoko Takahašiová, která zde proběhla cílem v čase 2.23:14.
Její osobní rekord z roku 1985 má hodnotu 2.21:21.